# Parauxa
Parauxa is een kevergeslacht uit de familie van de boktorren (Cerambycidae). De wetenschappelijke naam van het geslacht werd voor het eerst geldig gepubliceerd in 1940 door Breuning.

## Soorten
Parauxa omvat de volgende soorten:
- Parauxa alluaudii (Fairmaire, 1895)
- Parauxa nitida Breuning, 1966
- Parauxa puncticollis Breuning, 1980
- Parauxa rufoantennata Breuning, 1966
- Parauxa strandiella Breuning, 1942
- Parauxa striolata (Fairmaire, 1896)
- Parauxa tenuis (Fairmaire, 1901)